# Четвёртая алия

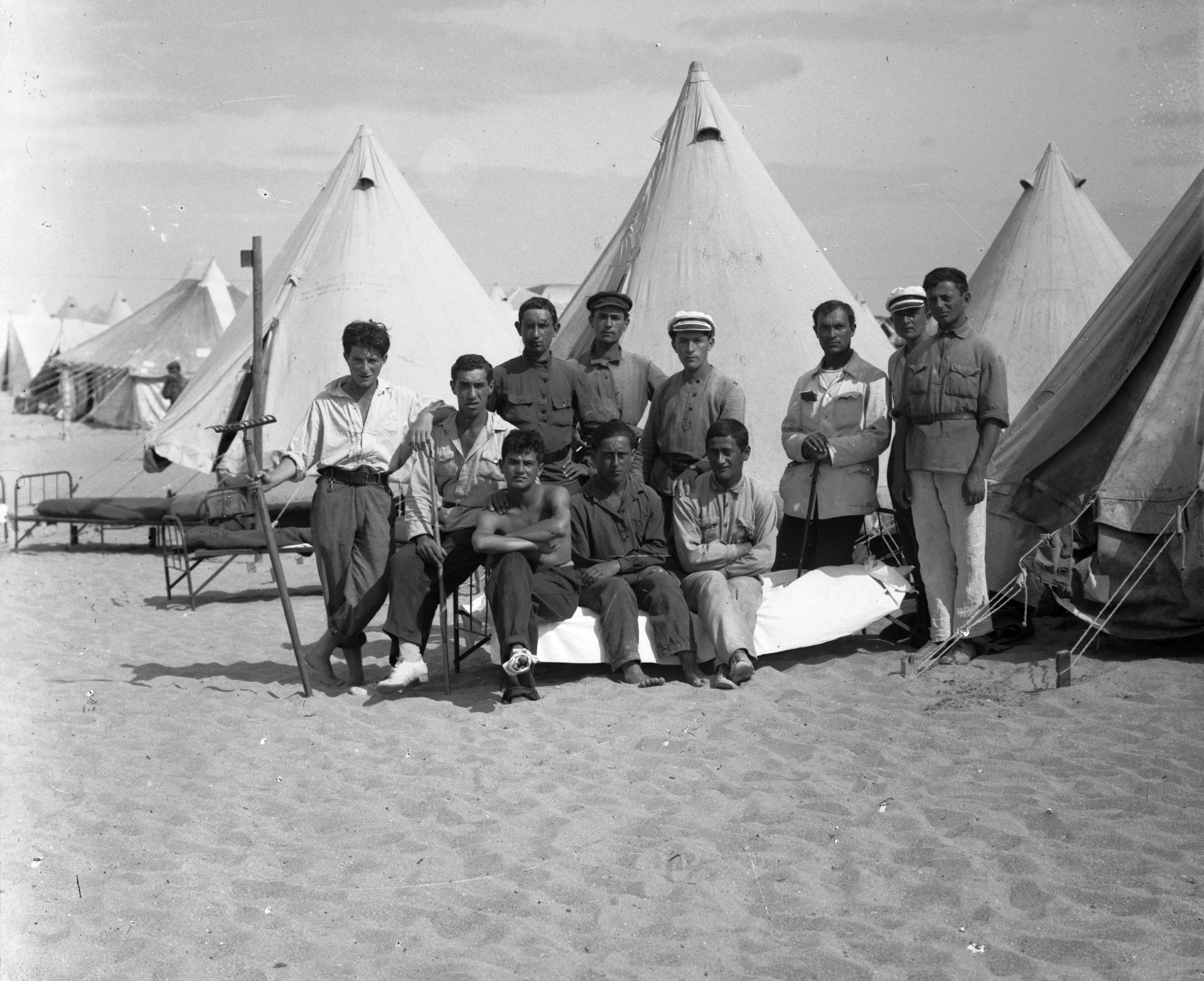
Лагерь переселенцев под Тель-Авивом, 1920—1930 гг.

Четвёртая алия — период 1924—1929 годов, за который в Страну Израиля репатриировались около 85 тысяч евреев, в основном из Восточной и Центральной Европы, не без связи с подъёмом антисемитизма в Польше и Венгрии.
Значительную роль сыграл экономический кризис в Польше в сочетании в проводимой там политикой вытеснения евреев из бизнеса, поэтому эту волну репатриации прозвали «алия Грабского», по фамилии тогдашнего премьер-министра Польши. Ограничения на иммиграцию в США, введенные в 1924 году, способствовали тому, что те из евреев Европы, кто намеревался искать счастья за океаном, встали на путь репатриации в Страну Израиля.
Эта группа состояла во многом из семей среднего класса, которые переехали в растущие города, основав малые предприятия торговли и общественного питания («алия киосков»), а также лёгкую промышленность.
Впоследствии, однако, приблизительно 20 тысяч оли́м этой волны покинули страну.